# 大阪梅田ツインタワーズ・サウス

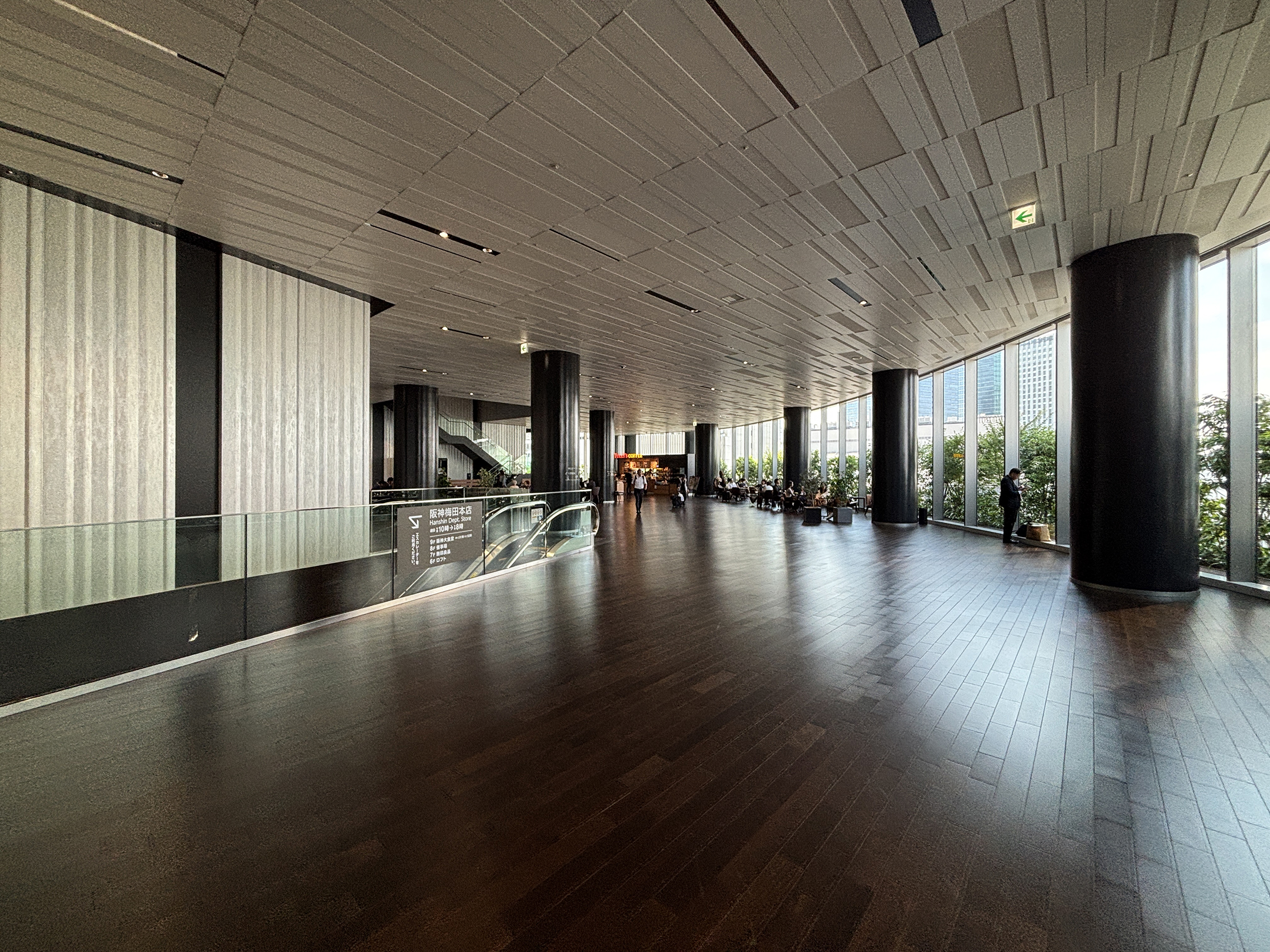
11階オフィスロビー

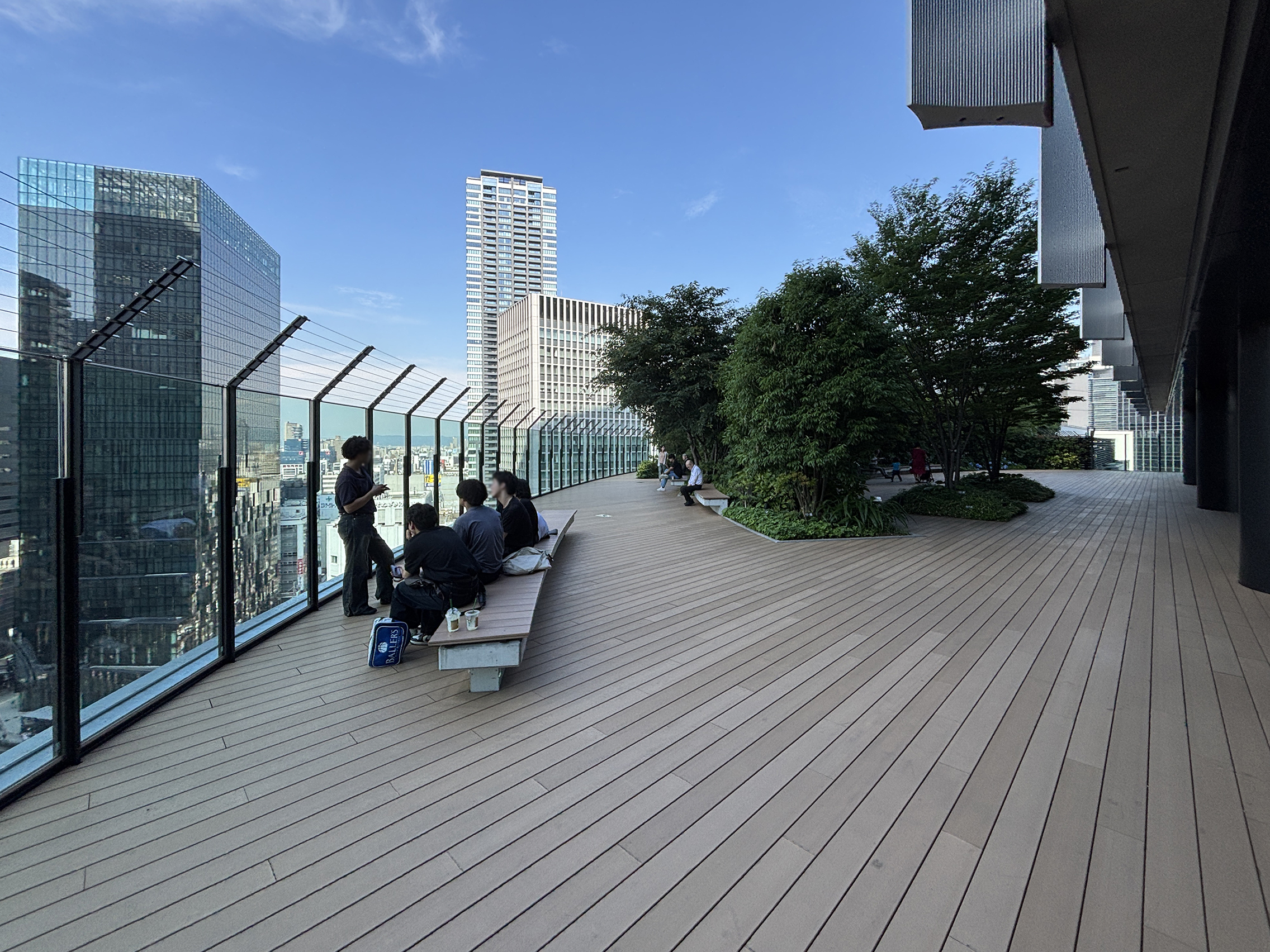
12階屋上広場

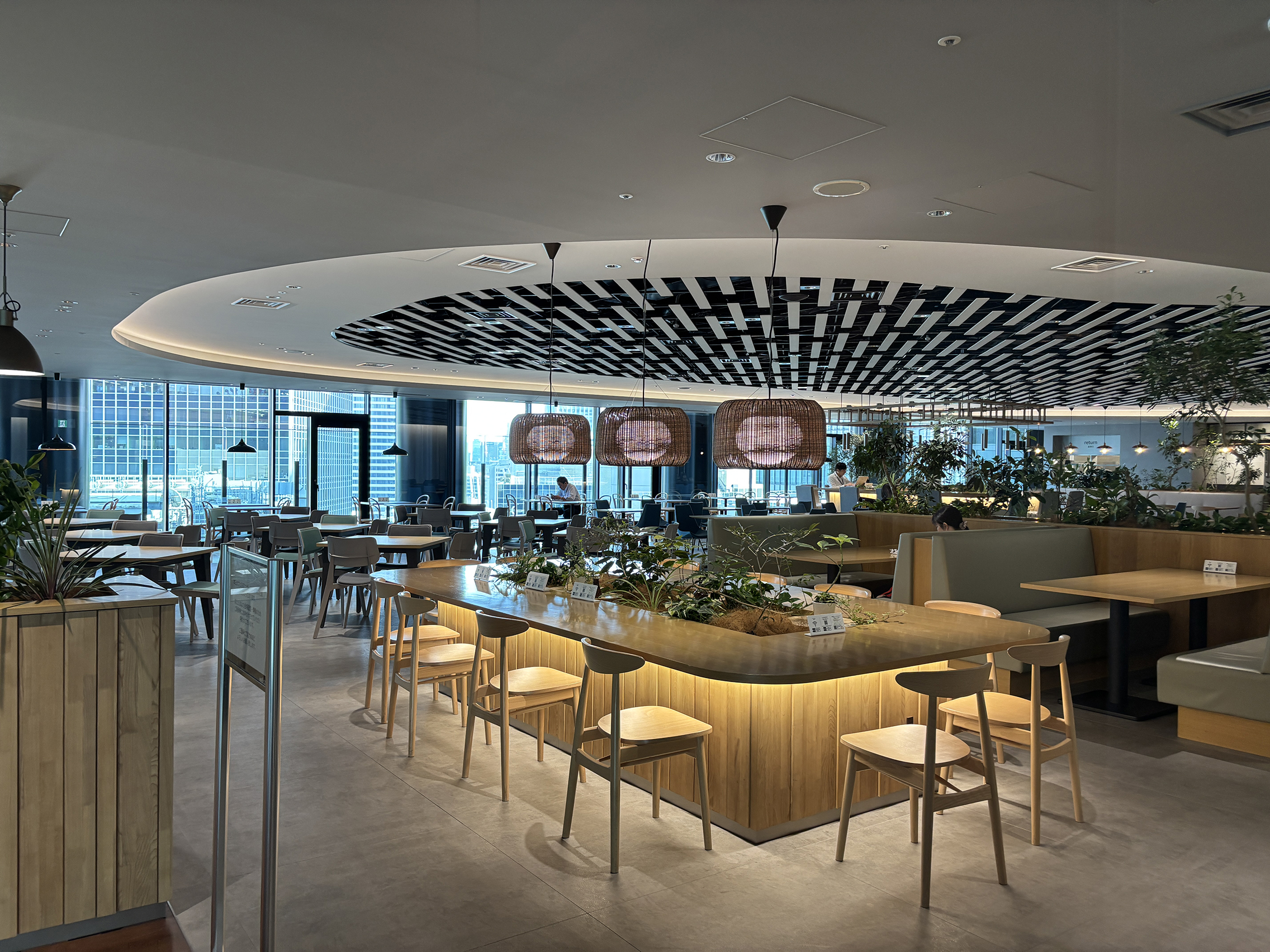
13階WELLCO

大阪梅田ツインタワーズ・サウス（おおさかうめだツインタワーズ・サウス）は、大阪市北区梅田の超高層ビル。地下で大阪梅田駅（阪神）と直結しており、低層階が阪神百貨店梅田本店、高層階がオフィスフロアで構成される複合商業ビルである。名称が決まるまでは梅田1丁目1番地計画と呼ばれていた。

## 概要
大阪神ビルディング（1963年竣工）と新阪急ビル（1962年竣工）を一体的に再開発するもの。特定都市再生緊急整備地域における道路上空建築（民間利用）の規制緩和の初の適用事例である。
工事は2期にわけて行われる。I期部分は大阪神ビルディング東側と新阪急ビルで、新百貨店の東側の部分となる。II期部分は大阪神ビルディング西側で、新百貨店の西側とオフィス部分となる。
I期工事は2014年10月の新阪急ビル解体工事着手から始まり、2015年2月には大阪神ビルディング東側解体工事着手、同年7月にI期部分新築工事着手に移り、2018年4月にI期工事竣工、同年6月に阪神百貨店の一部開業となった。
II期工事は、2018年6月に大阪神ビルディング西側解体工事着手、2019年6月にII期部分新築工事着手となっている。2021年秋に百貨店全面開業、2022年春にオフィスも含めた全体竣工となる予定だったが、2022年2月25日に全体竣工した。
「大阪梅田ツインタワーズ・サウス」という名称は2018年4月に発表された。2022年4月1日に、阪急百貨店うめだ本店が入居する梅田阪急ビルを「大阪梅田ツインタワーズ・ノース」に改称し、近接する両ビルを梅田における阪急阪神ホールディングスの象徴として「大阪梅田ツインタワーズ」と総称し、3月24日にオフィスゾーンが開業した。
所有者は、阪急電鉄及び阪神電気鉄道であり、両社の総投資額は897億47百万円の予定である。また、テナントとして入居する阪急阪神百貨店とその親会社のエイチ・ツー・オー リテイリングの総投資額は約450億円の計画である。
2015年度の第2回サステナブル建築物等先導事業（省CO2先導型）に採択、CASBEE大阪みらいSランク、CASBEEスマートウェルネスオフィス認証Sランクを取得、DBJ Green Building認証最高評価（5つ星）を取得。
阪急阪神ホールディングスは2021年12月、当ビルを資金使途として、同社初のサステナビリティボンドを100億円発行した。

## 施設概要
- 13-38階 - オフィス。基準階貸室面積は約3,500㎡（約1,060坪）。
- 12階 - 屋上広場、WELLCO（オフィステナント用共用スペース。カフェやラウンジ、フィットネス、リラックスルームなど。）
- 11階 - オフィスロビー、梅田サウスホール、梅田サウスカンファレンスルーム
- 地下2階-9階 - 阪神百貨店
- 地下1階、1階 - オフィスエントランス
- 地下3階 - 駐車場

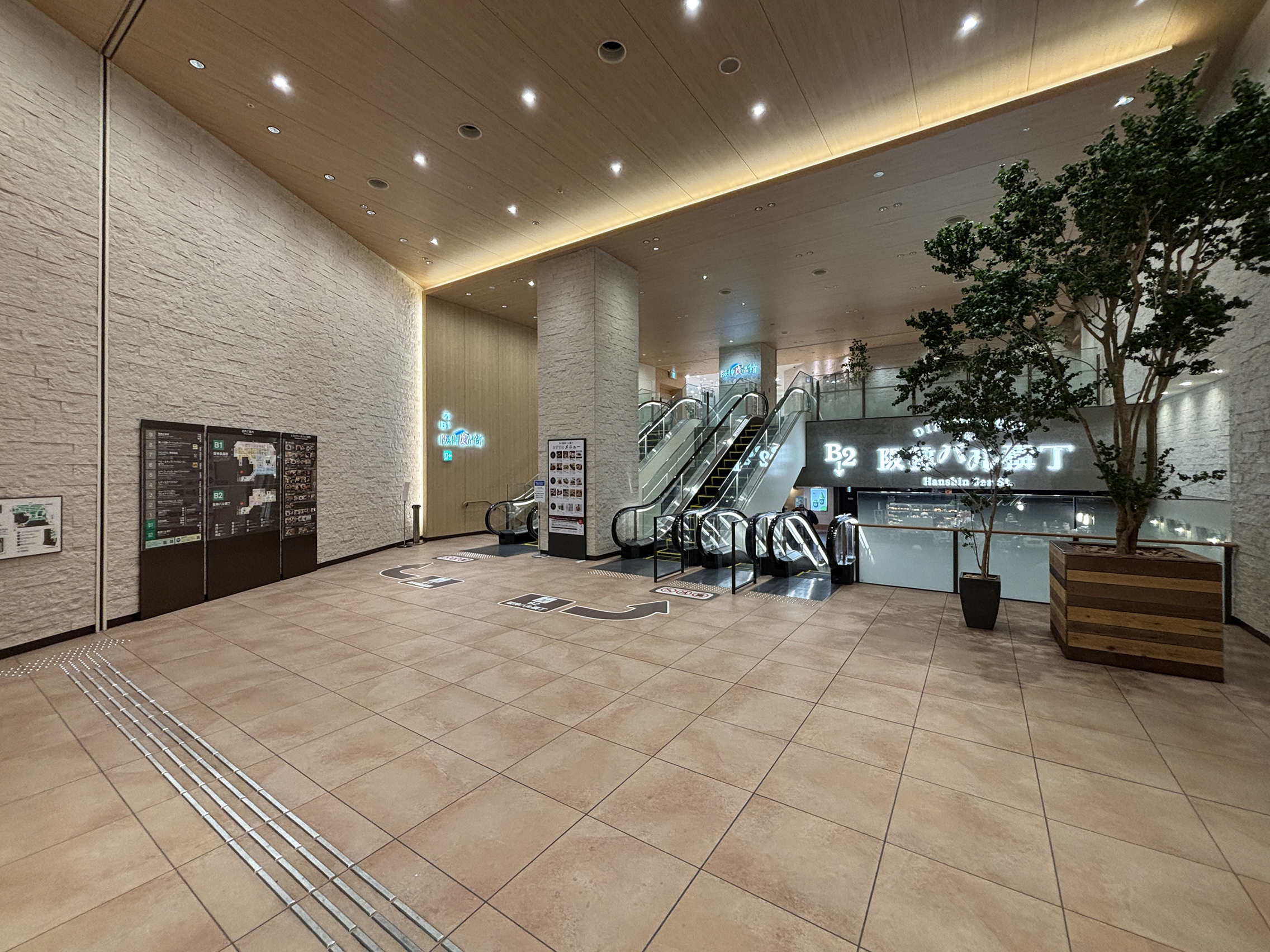
地下2階出入口
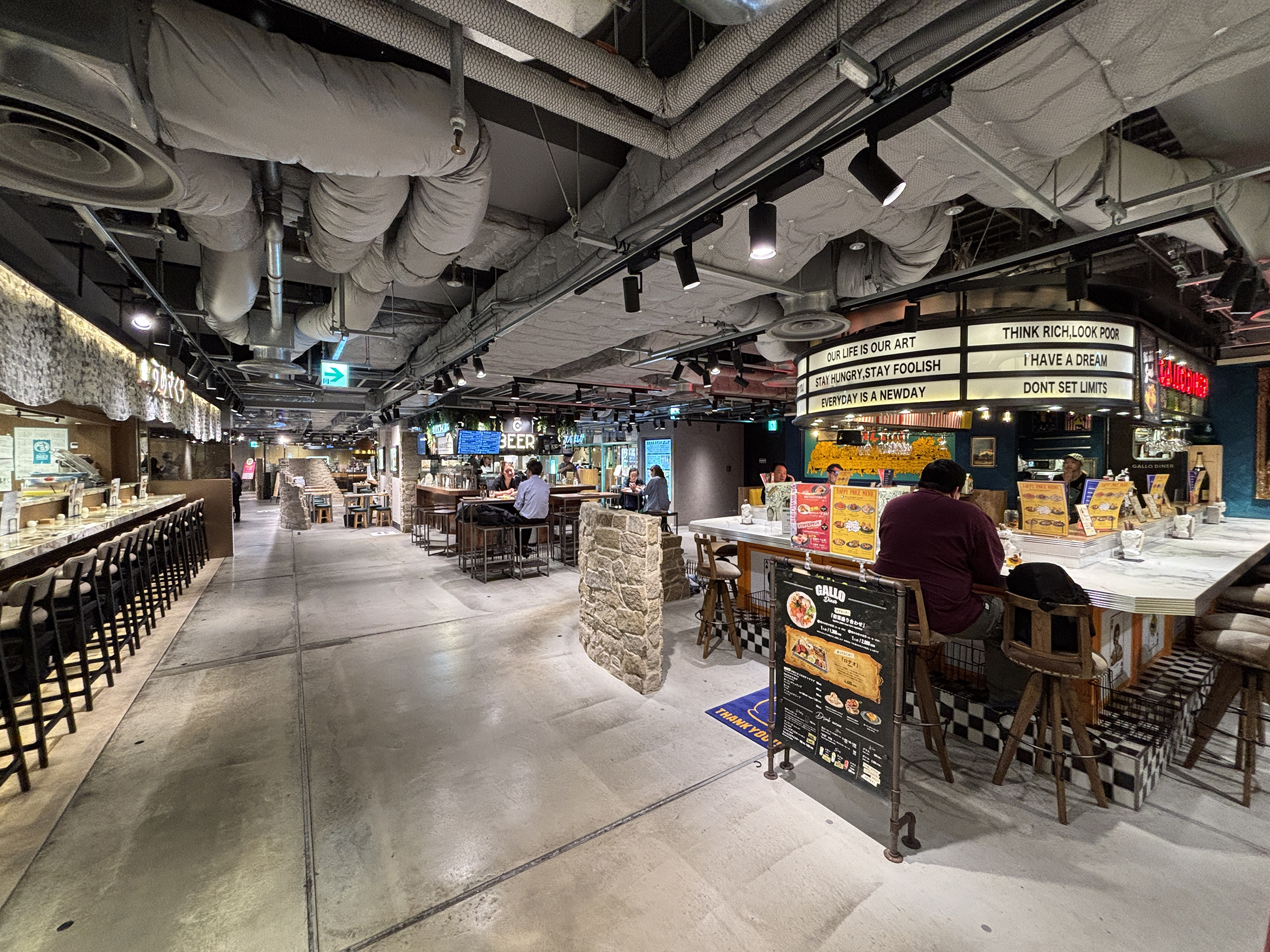
地下2階 阪神バル横丁
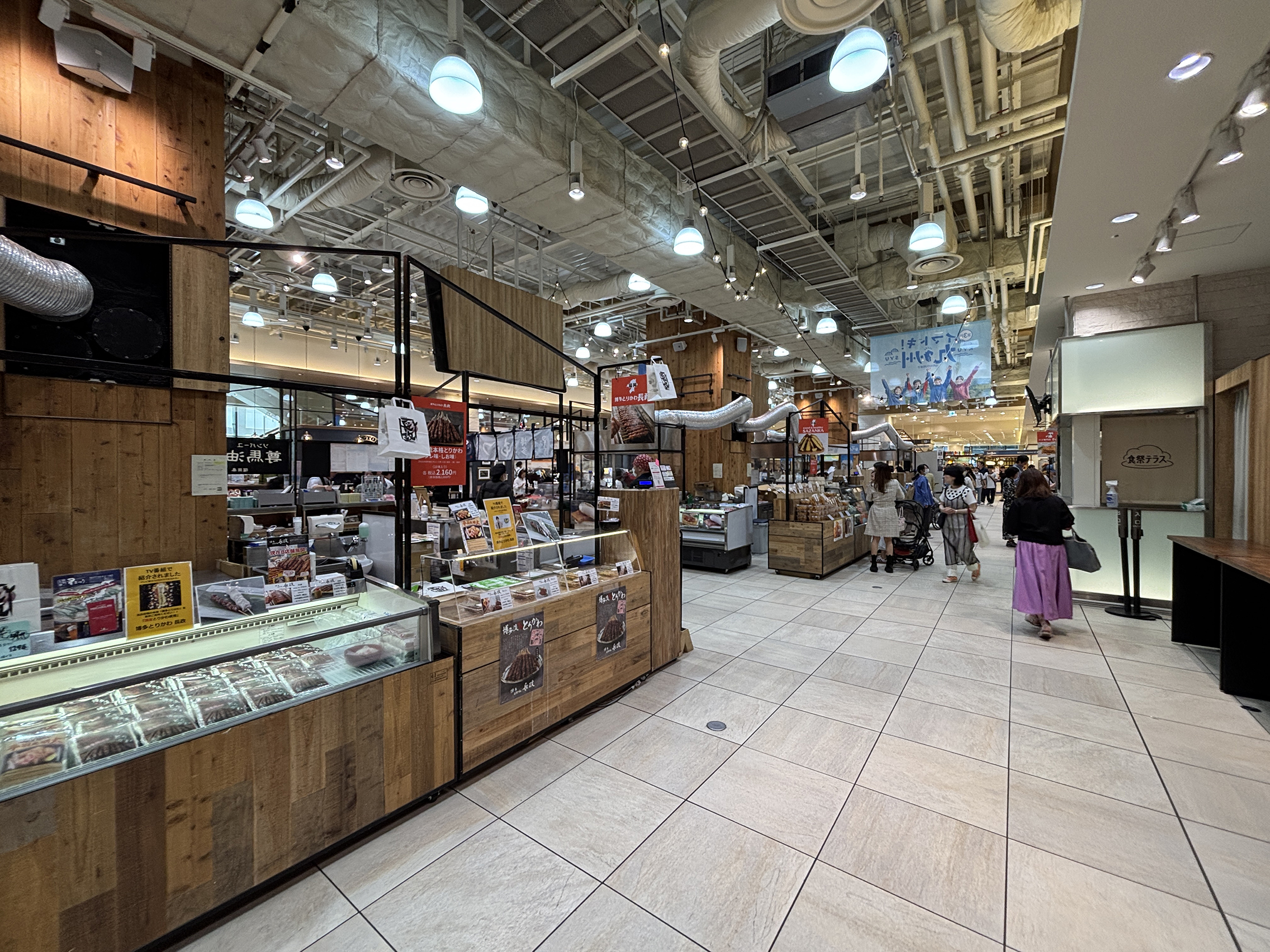
1階パンとおやつと
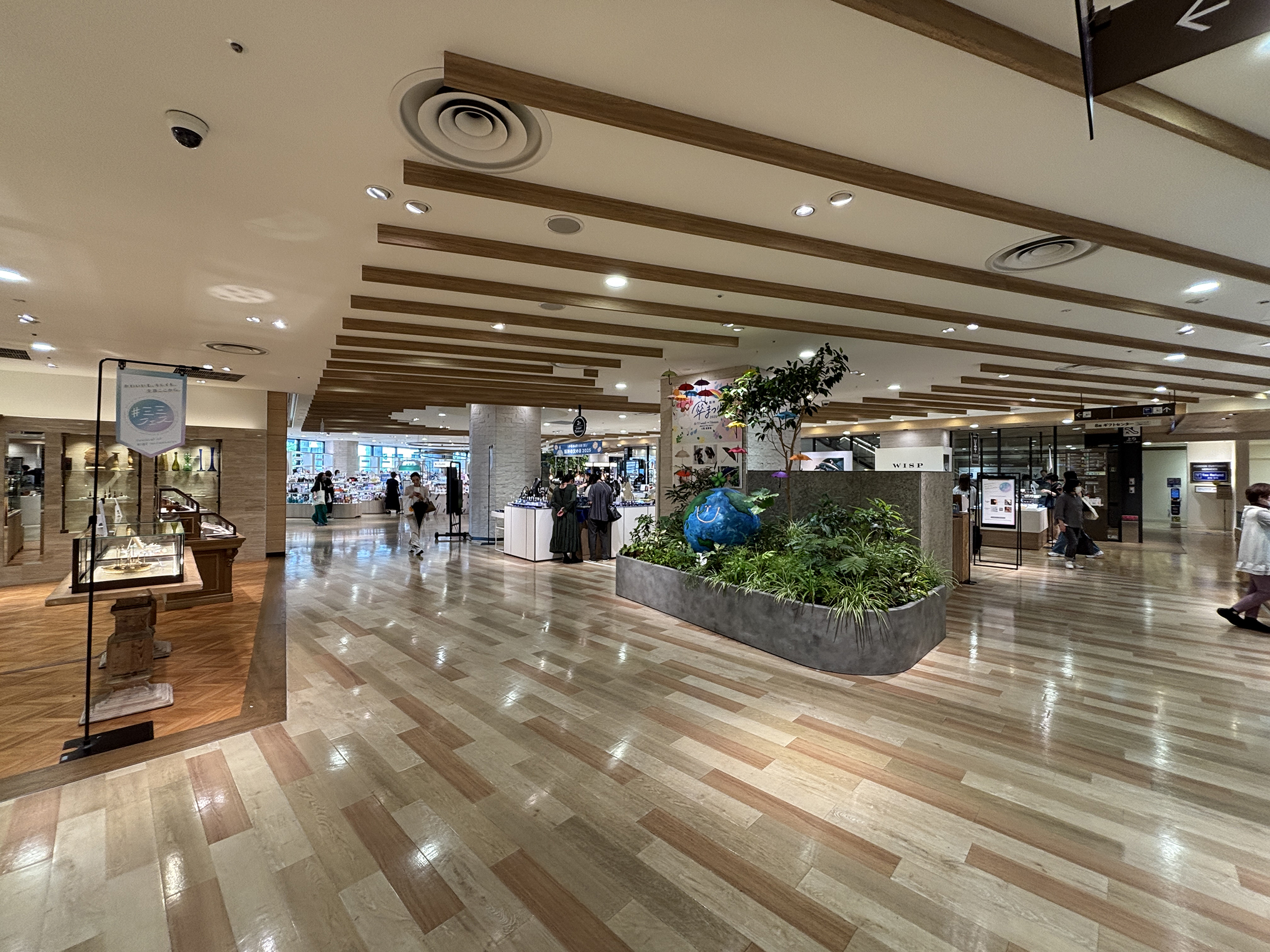
2階
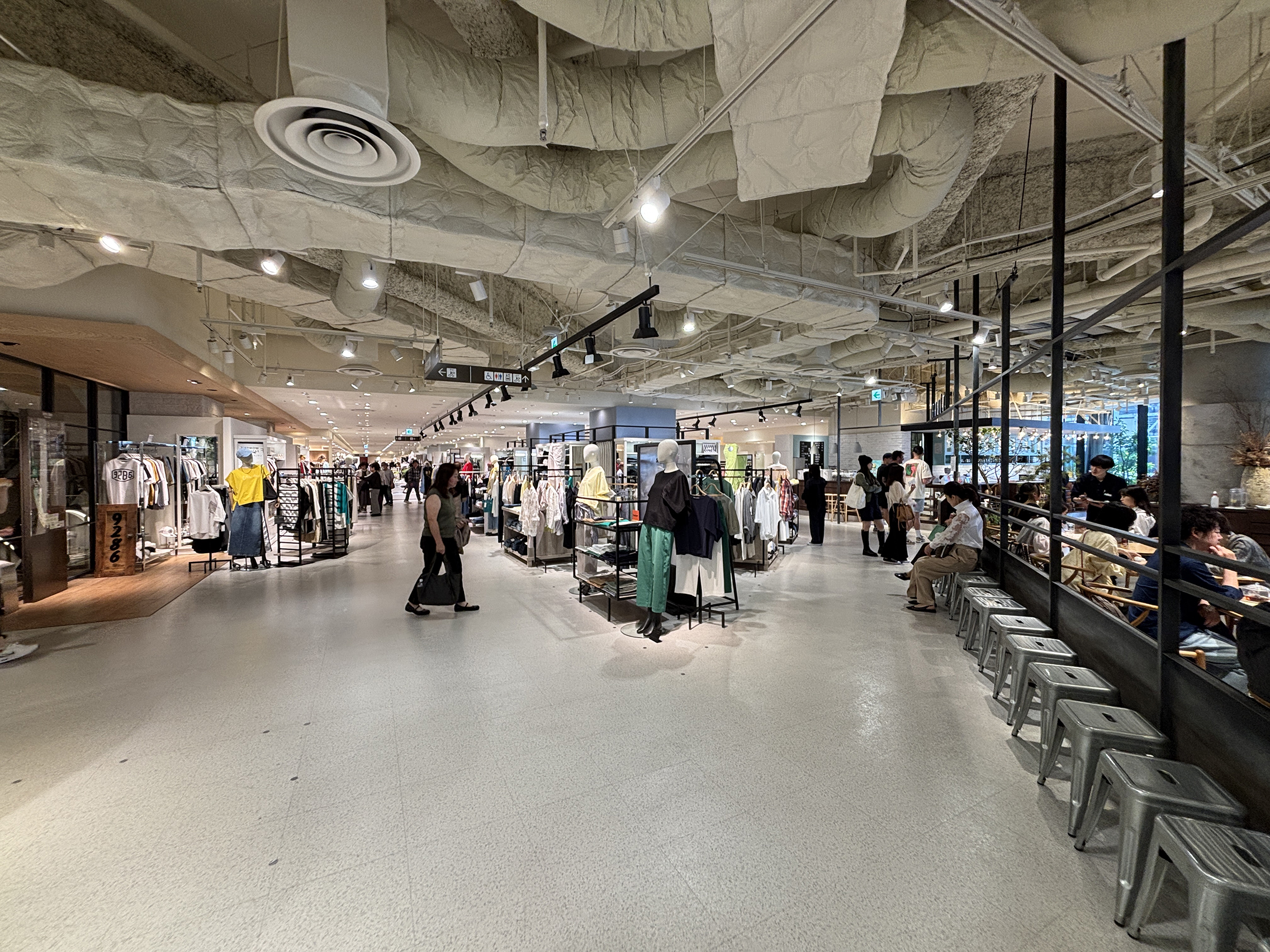
4階
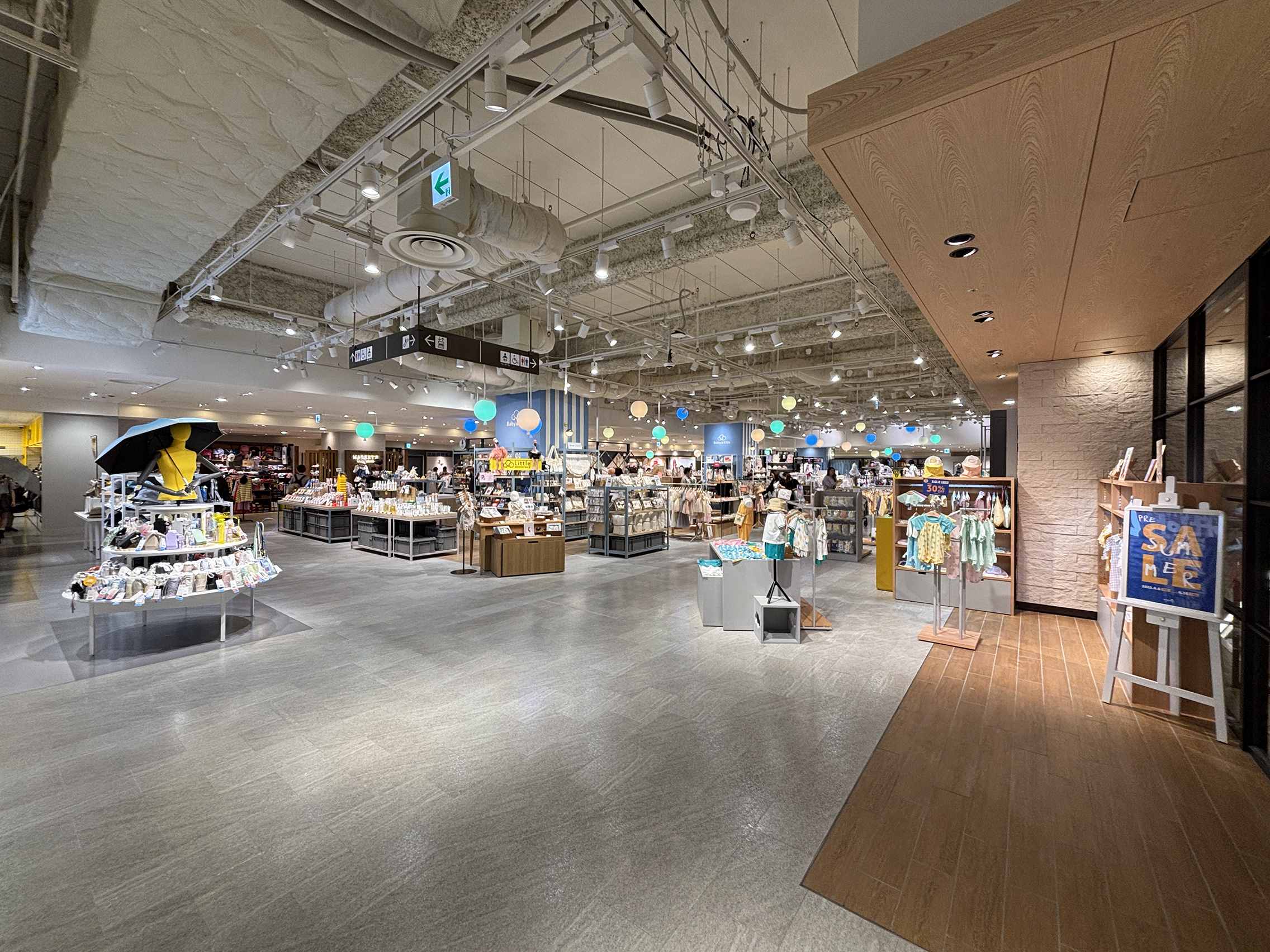
6階
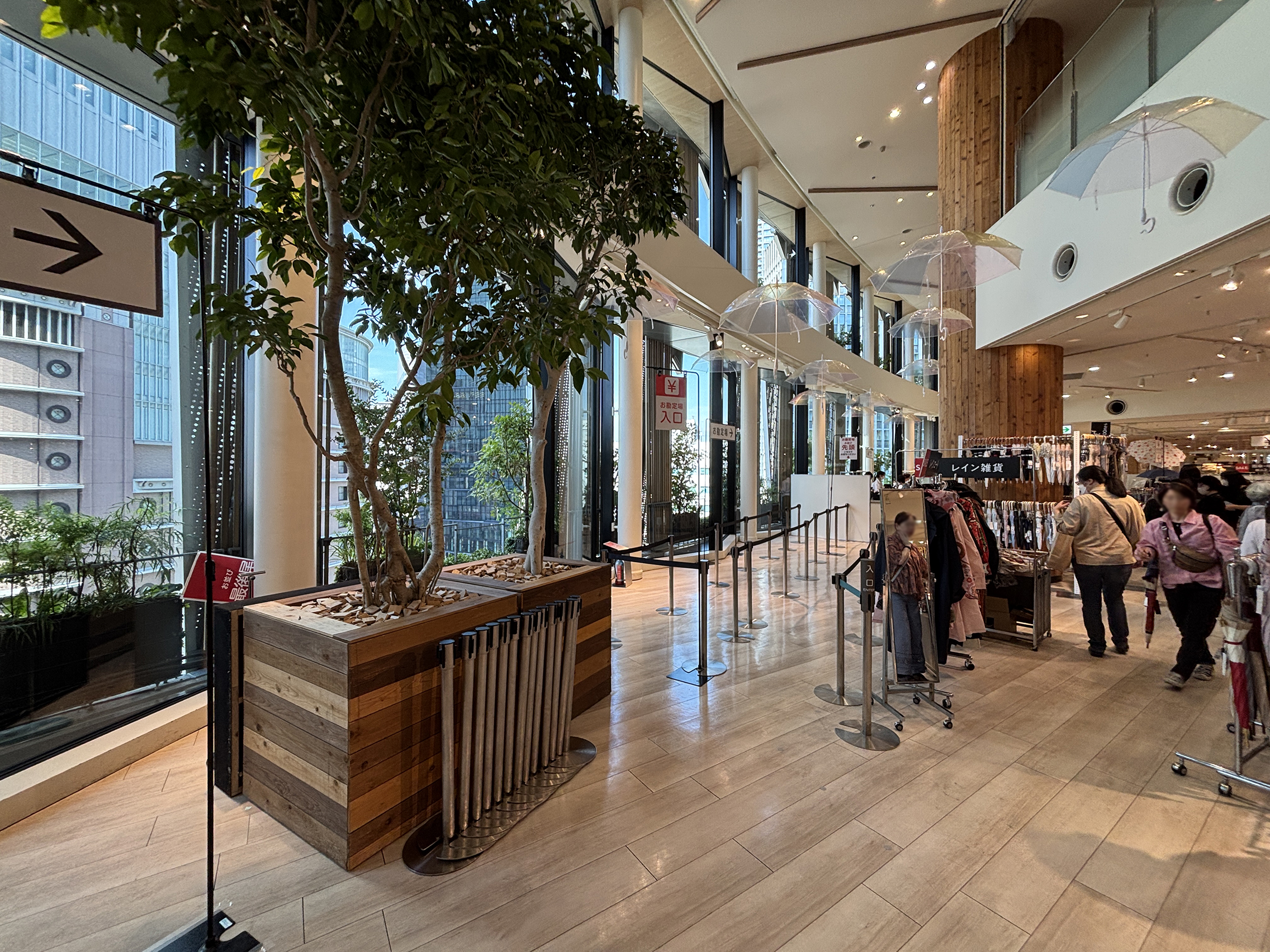
8階
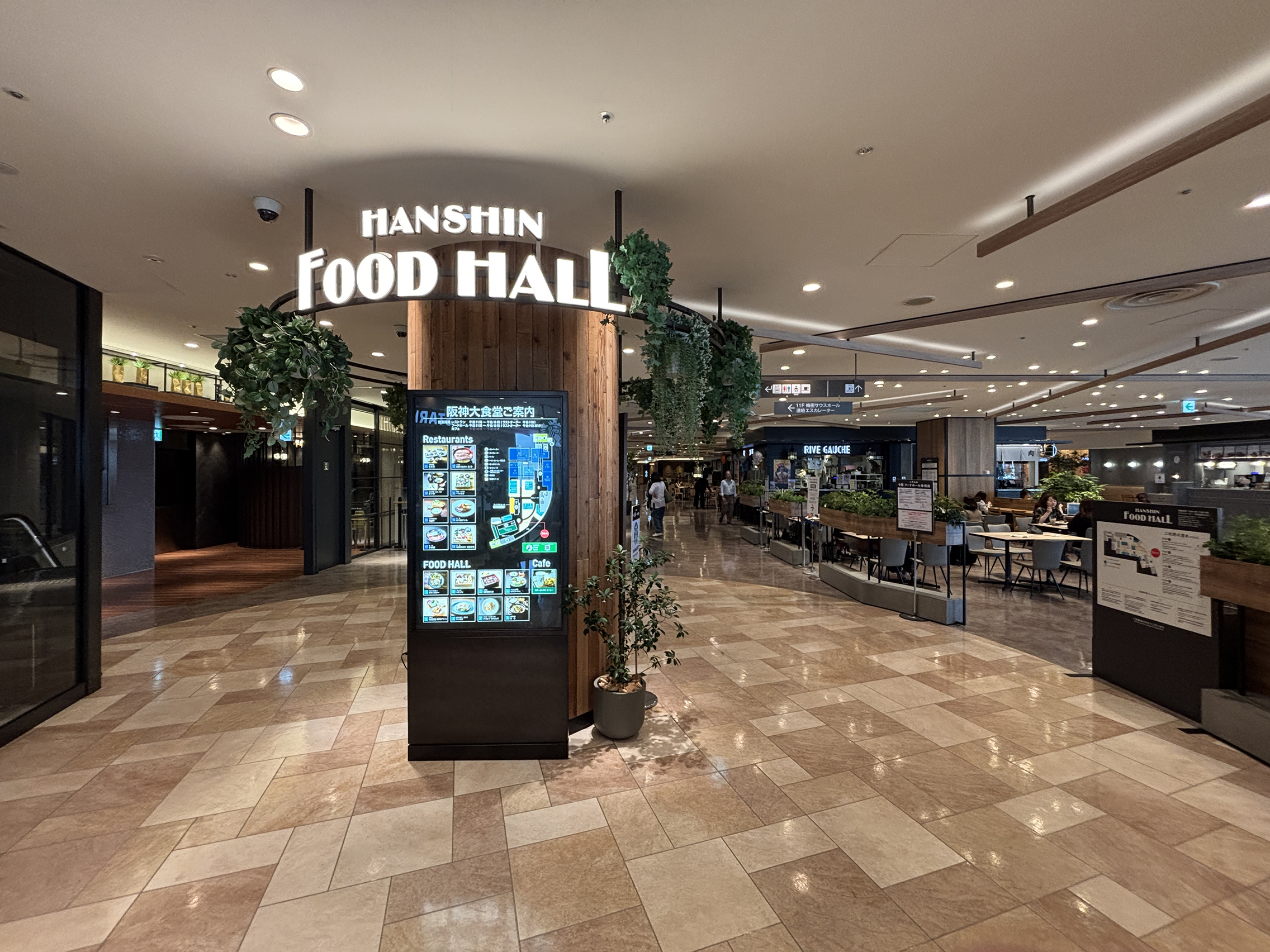
9階阪神大食堂

## 入居者
百貨店
- 阪神百貨店 梅田本店

オフィス

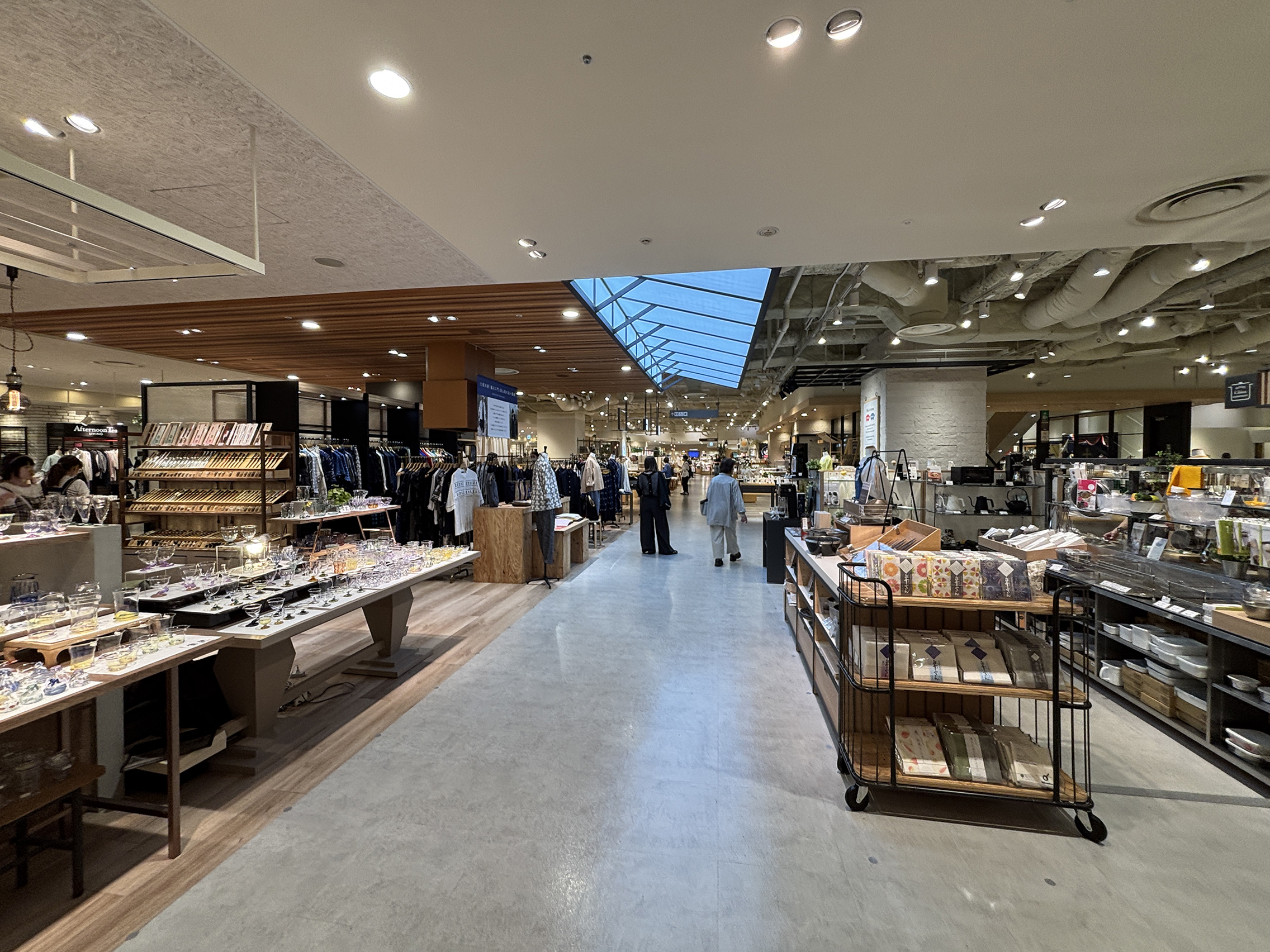
阪神梅田本店7階

- 東洋紡 本社（2022年5月に東洋紡ビルディングから移転）
  - 日本エクスラン工業 本社（2024年3月末をもって岡山市東区金岡東町へ移転）
- ダイキン工業 本社（33～38階、2022年11月24日に梅田センタービルから移転）[7][8]
- エイチ・ツー・オー リテイリング・阪急阪神百貨店 本社（2022年8月に阪急百貨店香養会館から移転[9]）
- ウィルウェイ（馬渕教育グループ）大阪本社（29階、2022年6月20日に移転）
- 北浜グローバル経営 本社（26階[10]）
- パソナ大阪本社（24階、2024年5月7日に移転）
- 島津製作所関西支社（24階）
- 都市再生機構西日本支社（21階、2023年5月8日に城東区森之宮から移転[11]）
- 大和証券 大阪支店[12]（20階、2022年9月20日に大阪支店が梅田支店と統合し大阪支店として大和証券大阪支店ビルと梅田支店から移転、2022年9月26日に大阪法人営業部・プライベートバンキング部など大和証券大阪支店ビルから移転）
- 関西ペイント グローバル本社（28階、2023年（令和5年）12月に大阪市中央区今橋の自社ビルから移転[13]。
- 東洋炭素 本社（16階、2024年1月移転予定[14][15]）

なお、当ビルの住所（大阪府大阪市北区梅田1丁目13番1号）を所在地（本店）として登記している法人は54法人ある（2023年7月22日時点）。